# 和田耕二
和田 耕二（わだ こうじ、1985年4月14日 - ）は、日本の元ラグビー選手。

## プロフィール
- 福岡県出身[1]。
- ポジションはウイング/スクラムハーフ。
- 身長 173cm、体重 78kg
- 日本代表キャップは5。（2015年9月現在）
- ニックネームはコージ。

## 経歴
東福岡高校から法政大学へと入学。ラグビー部では主将をつとめ、卒業後は2008年、トヨタ自動車ヴェルブリッツに入団した。同年10月19日に行われたジャパンラグビートップリーグ第5節の横河武蔵野アトラスターズ戦に先発出場で公式戦初出場を果たす。
また7人制日本代表では主将をつとめており、2010年より日本代表にも選ばれている。また2012年にはラグマッチョ総選挙でトヨタ自動車ヴェルブリッツ代表となり最終14候補に選出される。最終結果2位。
2018年、現役を引退した。